# Maria Consolata Collinová
Maria Consolata Collinová (* 9. prosince 1947 Turín, Itálie) je bývalá italská sportovní šermířka, která se specializovala na šerm fleretem. Itálii reprezentovala v sedmdesátých letech. Na olympijských hrách startovala v roce 1972 a 1976 v soutěži jednotlivkyň a družstev. V soutěži jednotlivkyň získala na olympijských hrách 1976 stříbrnou olympijskou medaili.